# رسم توضيحي بصلي

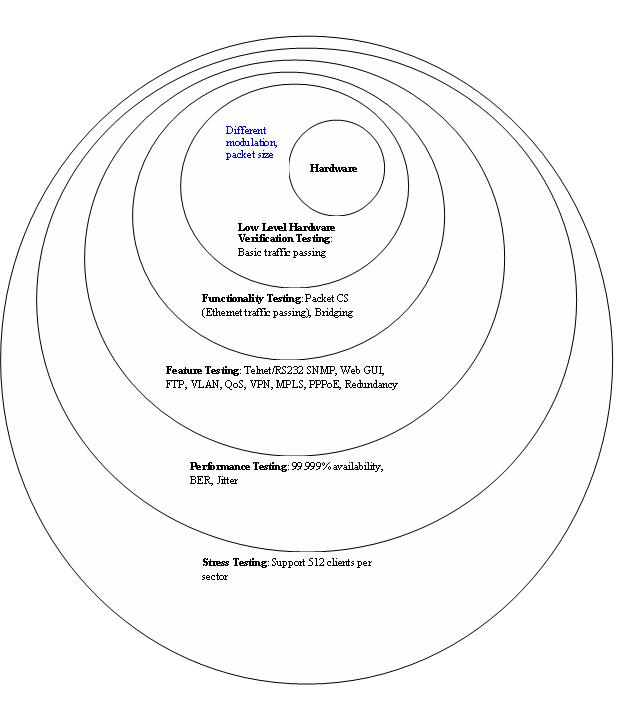
رسم توضيحية لمراحل تصميم منظومة اتصالات. تعتمد الدوائر الخارجية على الدوائر الداخلية

الرسم التوضيحي البصلي أحد أنواع الرسوم التوضيحية، غرضها توضيح على ماذا تعتمد كل مرحلة من مراحل مشروع ما، ويستخدم هذا الرسم في مجال إدارة المشاريع. ففي كثير من الأحيان يعتمد التحضير لمرحلة ما على إتمام تفاصيل مرحلة أخرى، فإذا غيرنا تفاصيل المرحلة الأولية يجب إعادة تصميم باقي المراحل تباعا.
تظهر المراحل على الرسم التوضيحي البصلي في هيئة دوائر مشتركة متحدة المركز، ووصف الرسم بالـ«بصلي» يرجع لطريقة قرائته، فعلينا أن «نقشر» الطبقات كما لو كانت بصلة، لأن كل دائرة تعتمد على الدائرة التي بداخلها - وكل الدوائر إذا تعتمد على الدائرة المركزية.

## أمثلة
في الهندسة الكيماوية التي تهتم بتصميم مراحل المنشآت الصناعية، ترتيب الاعتماد كالآتي: